# Grimmia linearis
Grimmia linearis là một loài Rêu trong họ Grimmiaceae. Loài này được (Chal.) Paris mô tả khoa học đầu tiên năm 1904.